# Ensemble Unicorn
El Ensemble Unicorn es un grupo vocal e instrumental austriaco especializado en la interpretación del repertorio medieval y renacentista. Desde el año 1991 está dirigido por Michael Posch.

## Discografía
La siguiente discografía se ordena por el año de publicación de los discos:

### Álbumes originales propios
* 1994 - Chominciamento di gioia.
Virtuoso dance music from the time of Boccaccio's Decamerone.
Naxos 8.553131. 
- 1995 - Alfonso X El Sabio: Cantigas de Santa Maria.

Naxos 8.553133. 

* 1995 - On the Way to Bethlehem.
Music of the Medieval Pilgrim. Ensemble Unicorn junto con el Ensemble Oni Wytars. 
Naxos 8.553132. 

* 1996 - Dufay: Chansons.
Con Bernhard Landauer.
Naxos 8.553458. 
- 1998 - The Black Madonna.

Pilgrim Songs from the Monastery of Montserrat (1400-1420).
Naxos 8.554256. 

* 1998 - Codex Faenza.
Instrumental Music of the Early XVth Century.
Naxos 8.553618. 

* 1999 - Music of the Troubadours.
Ensemble Unicorn junto con el Ensemble Oni Wytars.
Naxos 8.554257. 

* 1999 - Agricola: Fortuna desperata.
Secular Music of the 15th Century.
Naxos 8.553840. 
- 2002 - Carmina Burana.

Medieval Poems and Songs.
Ensemble Unicorn junto con el Ensemble Oni Wytars.
Naxos 8.554837. 
- 2003 - Raphael - Music of his Time.

Naxos 8.558119. 
- 2005 - Minnesang in Südtirol.

Canciones del amor del Tirol del Sur - Ich sünge gerne hübschen sanc.
Pneuma PN-790. 

### Álbumes originales junto con otros grupos
- 1998 - Resonanzen '98.

Italien - Das Gelobte Land der Musik.
ORF "Edition Alte Musik" CD 199 (2 CD). 
- 2000 - Resonanzen 2000.

Vox populi - Vox Dei.
ORF "Edition Alte Musik" CD 252 (3 CD). 
- 2008 - Trigonale 2007 - Festival der Alten Musik.

Raum Klang RK 2705 (2 CD). 

### Álbumes recopilatorios propios
- - Faszination Alte Musik.

Lieder & Tänze des Mittelalters.
Naxos 8.505075 (5 CD). .
Contiene las siguientes grabaciones:
- - 1994 - Chominciamento di gioia

- - 1995 - Alfonso X El Sabio: Cantigas de Santa Maria

- - 1996 - On the Way to Bethlehem

- - 1998 - The Black Madonna

- - 1998 - Codex Faenza

### Álbumes recopilatorios junto con otros grupos

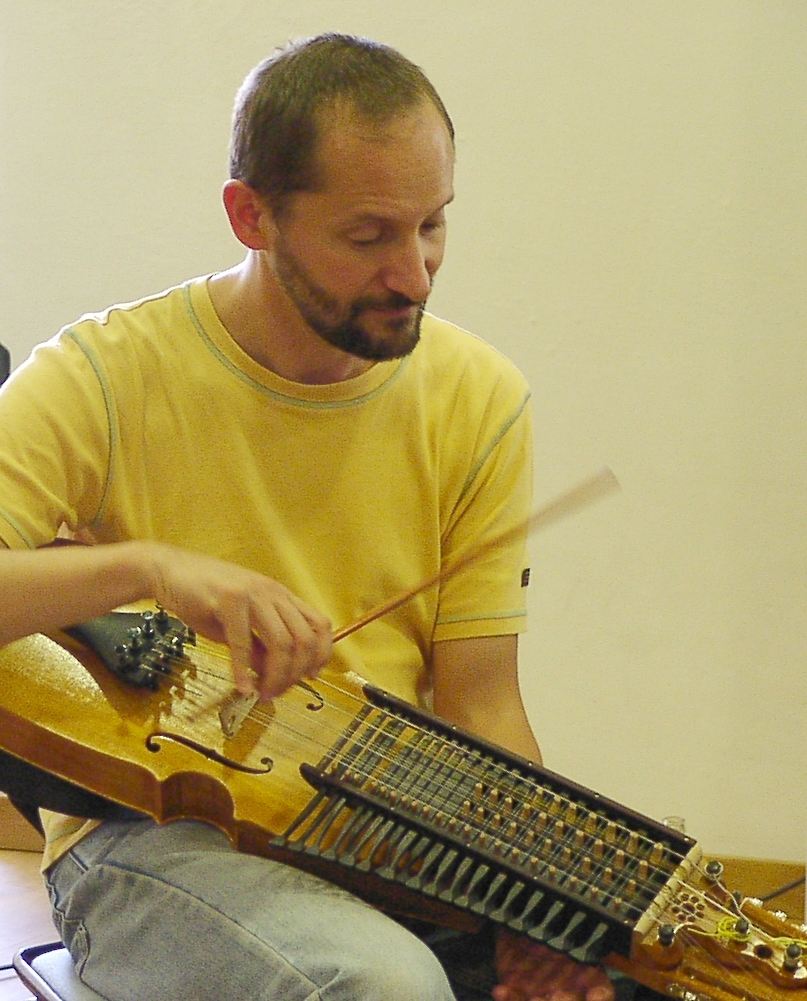
Marco Ambrosini tocando una nyckelharpa.

- 1995 - An Introduction to Early Music.

Naxos 8.551203
- 1997 - The Glory of Early Music.

Naxos 8.554064. 
- 1999 - The World of Early Music.

From the Middle Ages to the Dawn of the Enlightnment.
Naxos 8.554770-71
- 2002 - Leonardo da Vinci.

Music of His Time.
Naxos 8.558057. 
- 2005 - Early Music for meditation.

Naxos 8.557652
- 2005 - Discover Early Music.

Naxos 8.558170-71
- 2008 - Time of the Templars.

Music for a Knight - Music of the Church - Music of the Mediterranean.
Naxos 8.503192. 

## Galería

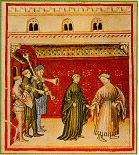
"Sonare et balare". Biblioteca Nacional de Austria. Imagen empleada en la portada de "Chominciamento di gioia".
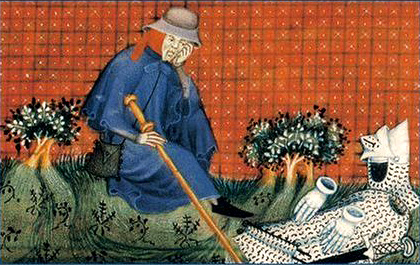
"Pilger und Rüstung" ("El peregrino y la armadura"). Archiv für Kunst und Geschichte (Fondo de Arte e Historia). Berlín. Imagen empleada en la portada de "On the Way to Bethlehem".
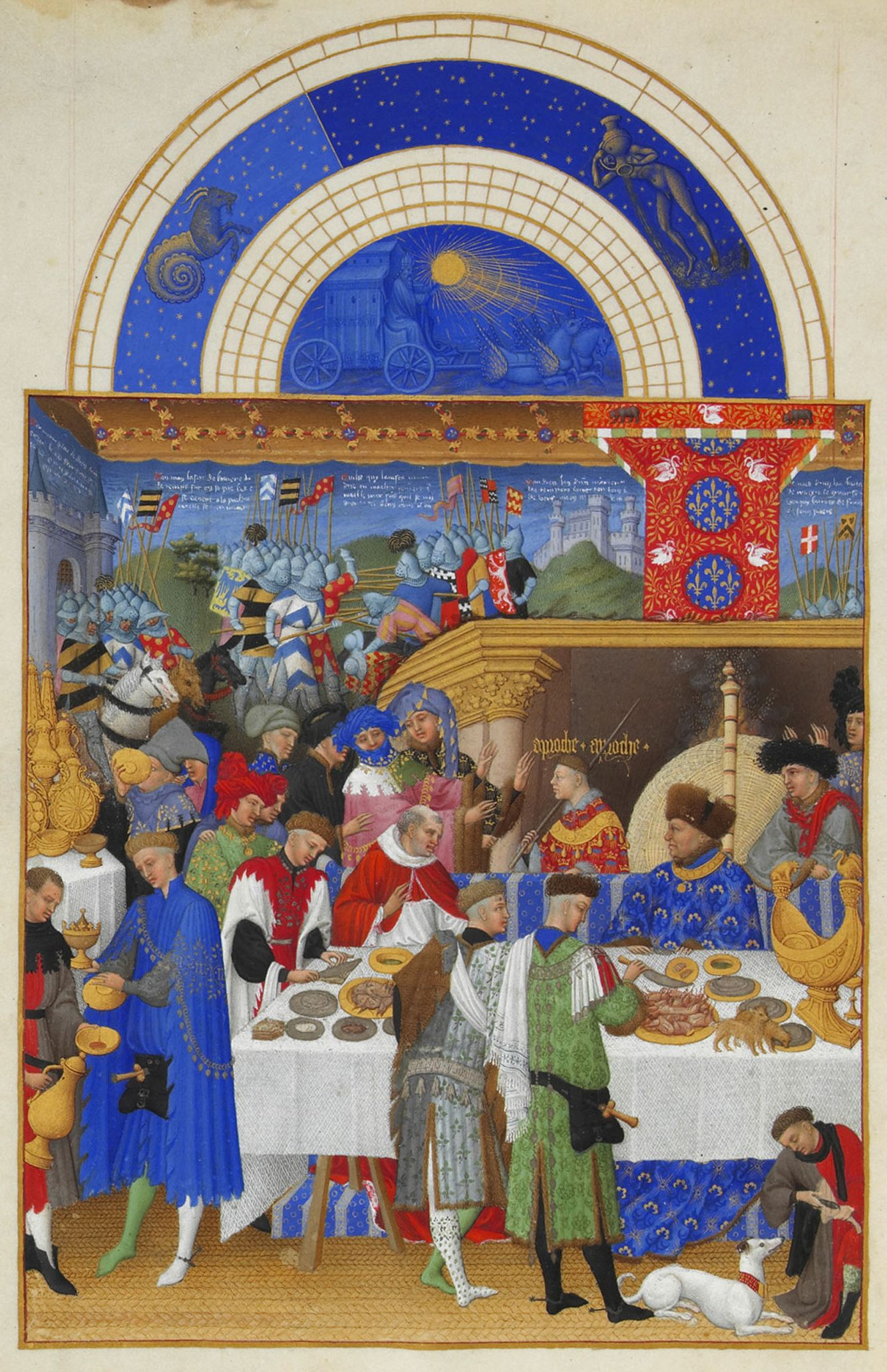
Ilustración de "Las muy ricas horas del Duque de Berry" empleada en la portada de "Chansons".
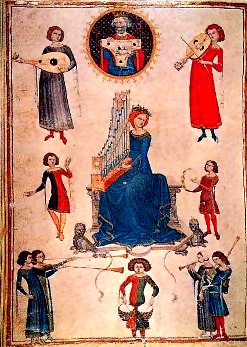
El Rey David, la Señora Música y los músicos. Ilustración del manuscrito "De institutione musica", de Boecio. Archiv für Kunst und Geschichte. Imagen empleada en la portada de "Codex Faenza".
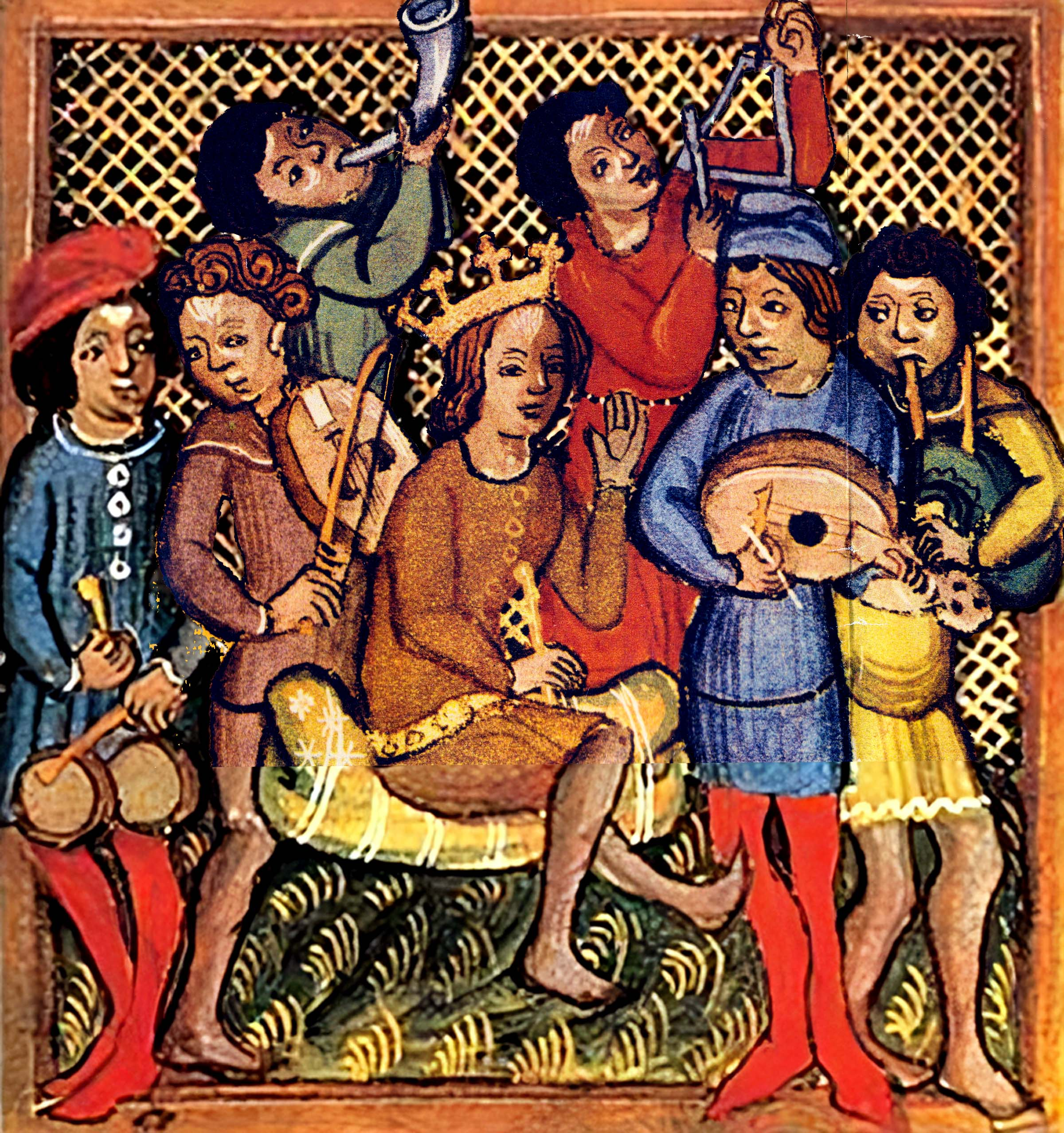
Trovadores. Anónimo alemán del s. XIV. Archiv für Kunst und Geschichte. Imagen empleada en la portada de "Music of the Trobadours".
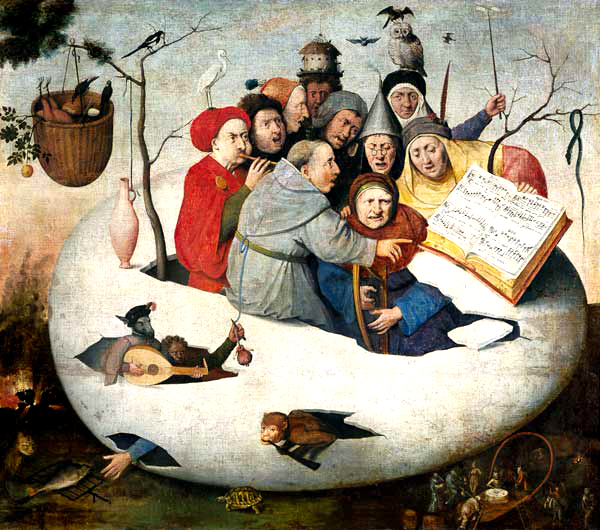
"El concierto del huevo". El Bosco. Imagen empleada en la portada de "Fortuna desperata".